# Sela Ward
Sela Ann Ward (Meridian, 11 de juliol de 1956) és una actriu estatunidenca. Estudià a la Universitat d'Alabama on va participar en el Crimson Tide football cheerleaders, d'on era reina en els partits locals i on començà a sortir amb la futura estrella de la National Football League Bob Baumhower que jugà durant anys als Miami Dolphins. Està casada amb Howard Sherman amb qui té tres fills. El personatge pel que es va fer conèixer és la de Teddy a la sèrie Sisters (1991-1996) pel qual va guanyar un premi Emmy, premi que repetí amb el paper de la mare soltera Lily a Once and Again (1999-2002). També ha aparegut a la sèrie Frasier com la supermodel/zoòloga Kelly Easterbrook. El 2005, poc després de treballar amb Dennis Quaid i Austin Nichols a El dia de demà, començà a interpretar el paper de Stacy Warner, ex-dona del Dr. Gregory House i responsable legal de la seva coixesa, a la sèrie televisiva House, MD.

## Filmografia
- Rustlers' Rhapsody (1985)
- Res en comú (Nothing in Common) (1986)
- Hello Again (1987)
- Sisters (1991)
- El fugitiu (1993)
- My Fellow Americans (1996)
- 54 (1998)
- Once and Again (1999)
- Runaway Bride (1999)
- House, MD (2004)
- El dia de demà (2004)
- Dirty Dancing: Havana Nights (2004)

## Premis
- Emmy a la millor actriu per Sisters, 1994.
- CableACE a la millor actriu per Almost Golden: The Jessica Savitch Story, 1995.
- Emmy a la millor actriu per Once and Again, 2000.
- Globus d'Or a la millor actriu de sèrie dramàtica per Once and Again, 2001.